# کارل توکو اکامبی
کارل توکو اکامبی (فرانسوی: Karl Toko Ekambi‎؛ زادهٔ ۱۴ سپتامبر ۱۹۹۲) بازیکن فوتبال اهل کامرون است.
وی همچنین در تیم ملی فوتبال کامرون بازی کرده‌است.